# Papakula
Papakula is een monotypisch geslacht van spinnen uit de  familie van de kraamwebspinnen (Pisauridae).

## Soort
- Papakula niveopunctata Strand, 1911